# Вулиця Руставелі (Харків)
Вулиця Руставелі — вулиця в Основ'янському районі Харкова. Починається від Гімназійної набережної і йде на схід, перетинаючи майдан Героїв Небесної Сотні, до вулиці Молочної.

## Історія і назва

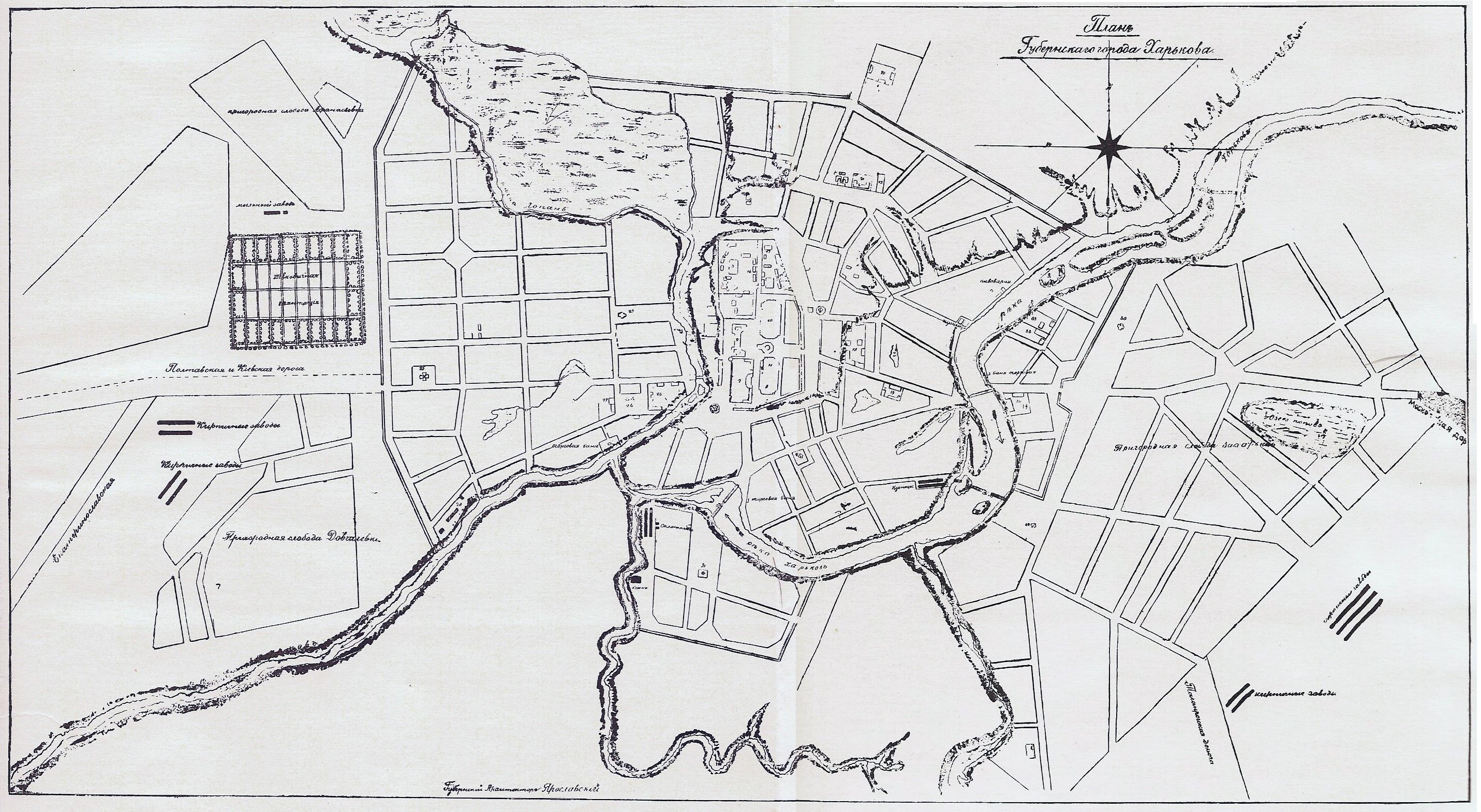
Мапа Харкова 1804 року

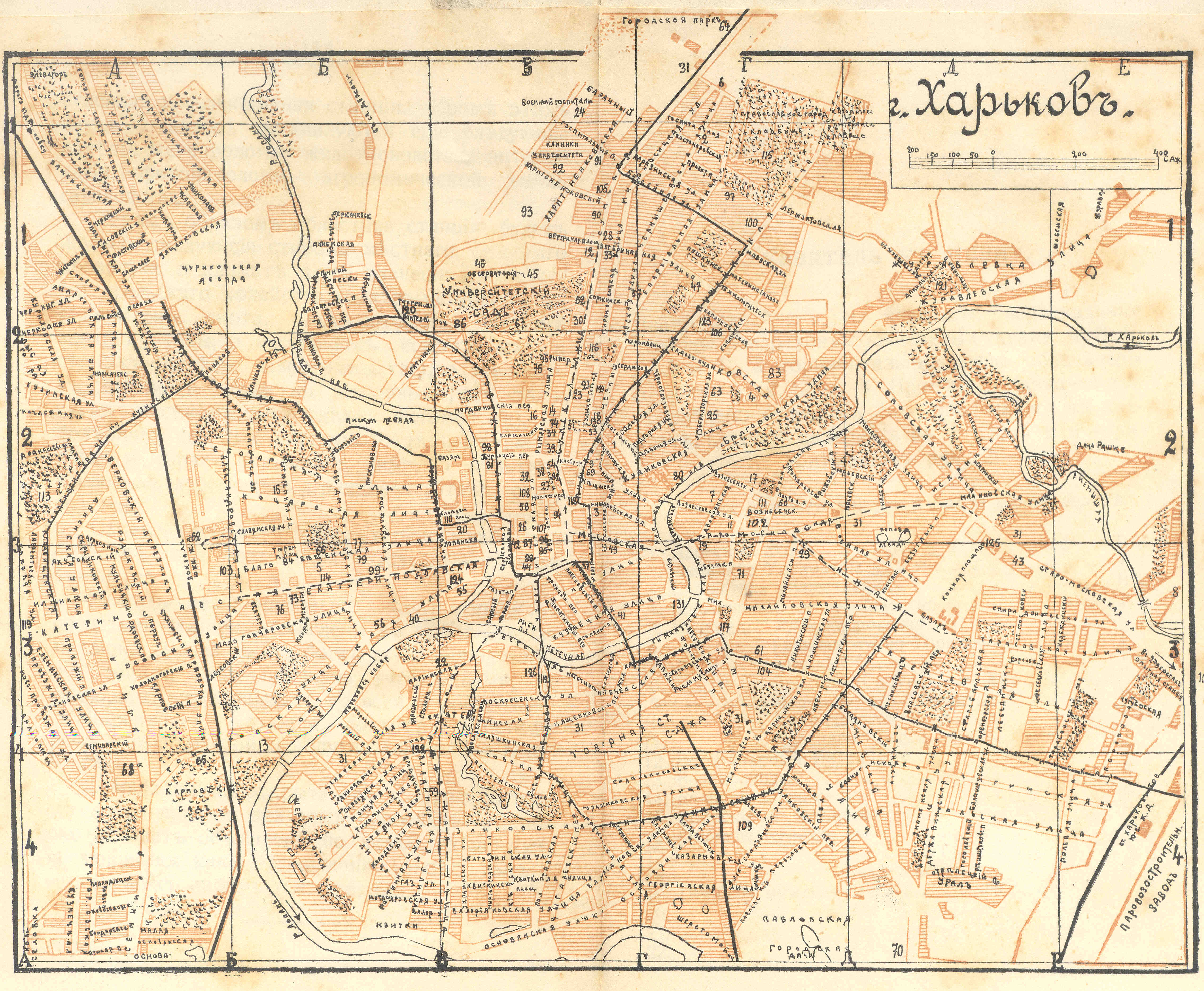
Мапа Харкова 1914 року

Вулиця Руставелі, колишня Михайлівська, виникла на початку XIX століття. На мапі Харкова 1804 року вона вже є. Починалася вона від Кузнечного мосту через річку Харків, який, у свою чергу, продовжував Кузнечну вулицю. Михайлівська вулиця забезпечувала зв'язок центра Харкова з Кінним ринком (нині на цьому місці розташований майдан Захисників України). Історик Дмитро Багалій називав Михайлівську середини XIX століття «вулицею заїжджих дворів».
Назва Михайлівської вулиці пов'язана з Михайлівською церквою, а також Михайлівською площею (нині Майдан Героїв Небесної Сотні). У 1922 році вулицю перейменували на вулицю Яковлєва на честь радянського партійного і державного діяча. Імовірно у 1937 році вулиця отримала сучасну назву на честь грузинського поета Шота Руставелі.

## Будинки
- Будинок № 2 — П'ятиповерховий житловий будинок, на першому поверсі якого розміщується гомеопатична аптека.
- Будинок № 12 — Міський клінічний пологовий будинок № 7[2].
- Будинок № 14 — Харківська міська поліклініка № 25[3].
- Будинок № 29 — Дитяча музична школа № 5 ім. Римського-Корсакова[4].
- Будинок № 37 — Пам'ятка архітектури Харкова, охорон. № 606. Житловий будинок, початок XX століття, архітектор невідомий.

## Галерея

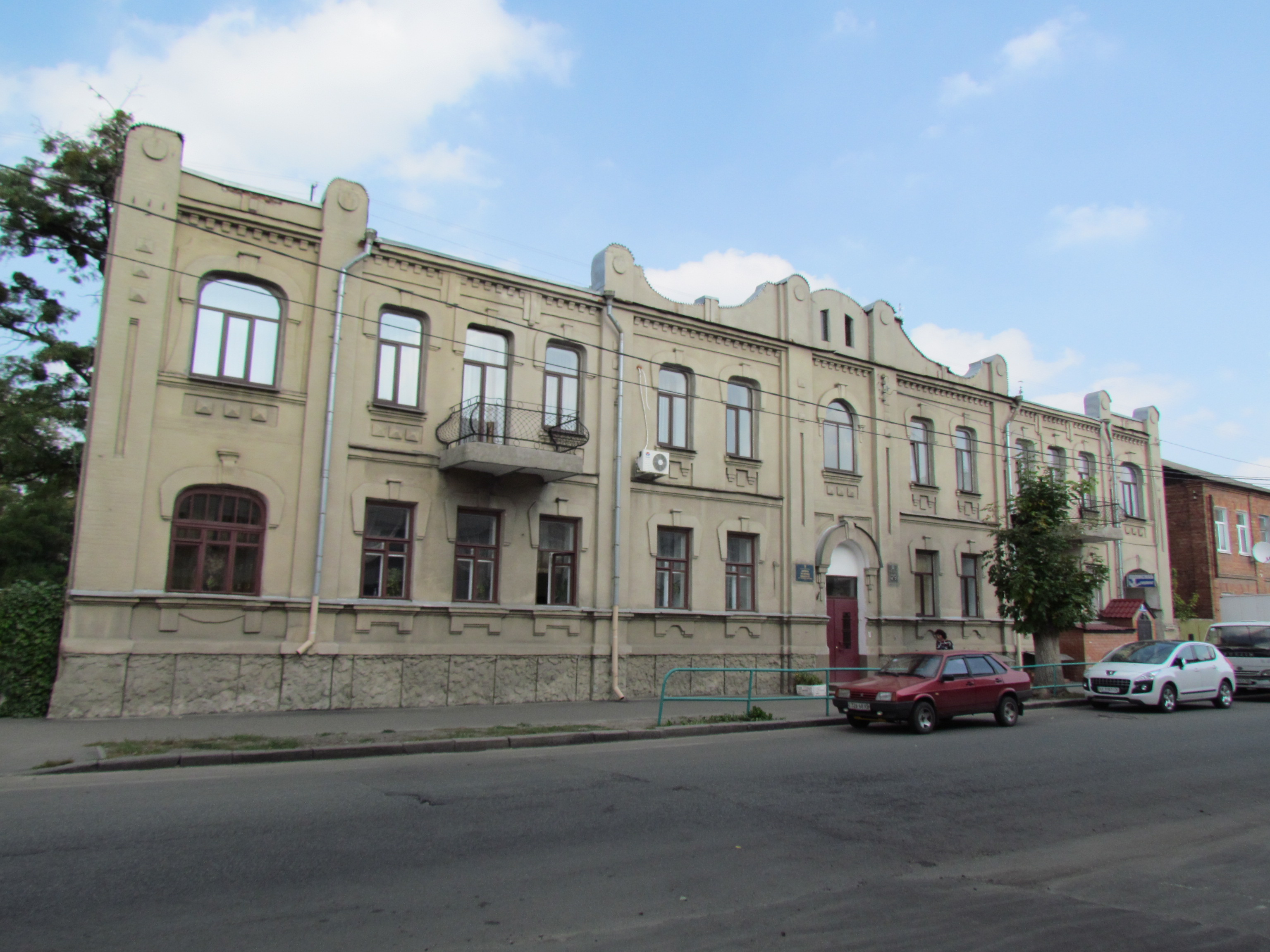
Будинок № 29. Дитяча музична школа № 5 ім. Римського-Корсакова
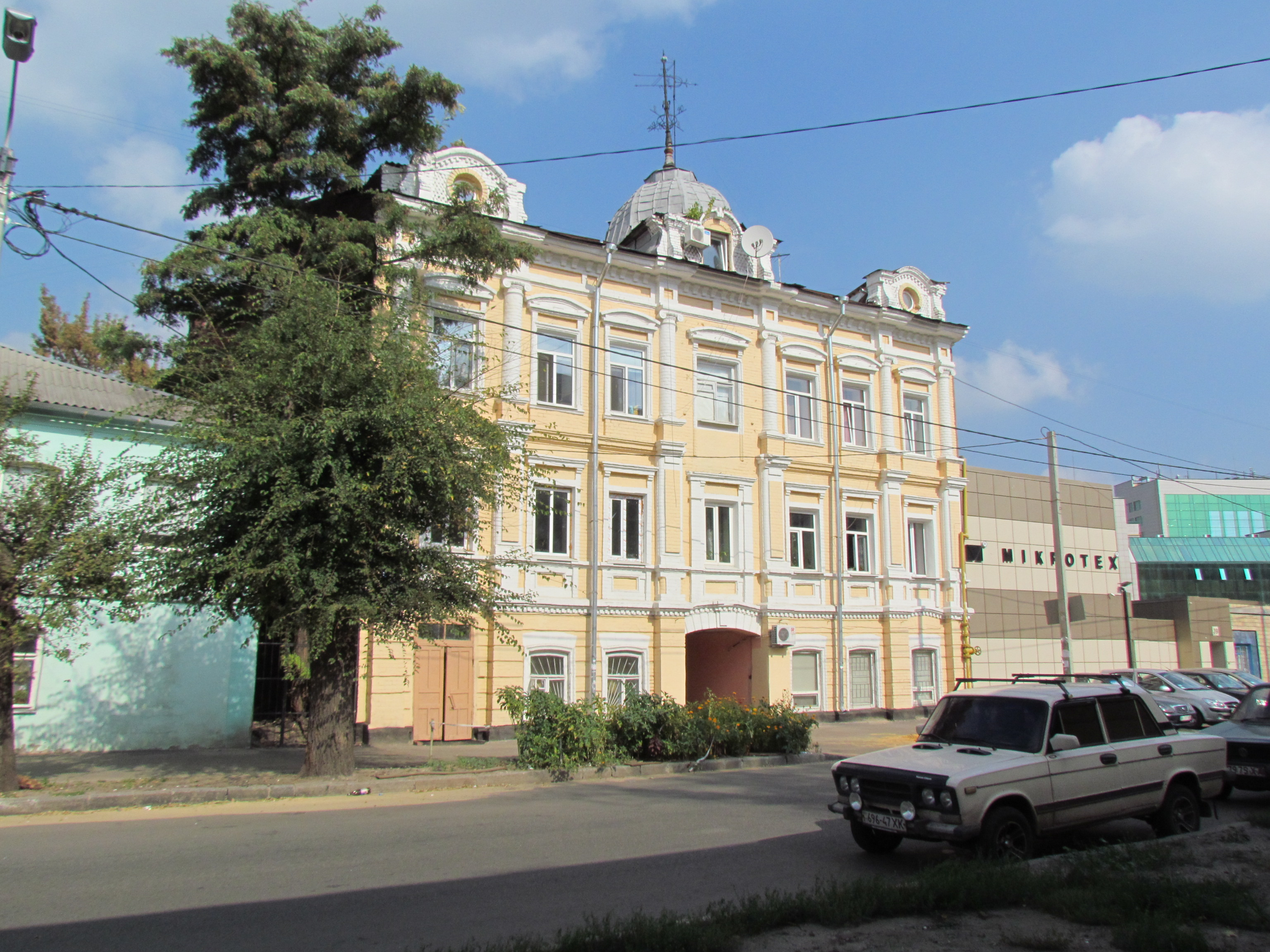
Житловий будинок № 37